# Vladimír Holan
Vladimír Holan (Praga, 16 de septiembre de 1905 - 31 de marzo de 1980) fue un poeta checo del siglo XX.

## Biografía
En 1911 se trasladó a Podolí donde cursa sus estudios primarios y aprende latín. En 1919 volvió a Praga donde recibe su educación secundaria. 1926 es el año en que se publicó su primer libro Abanico en delirio. 
En 1929 Holan viajó a Italia y un año más tarde aparecen El triunfo de la muerte y Soplo, con un estilo de poesía hermética próximo al del simbolista francés Mallarmé. En 1932 publicó su primer libro en prosa, titulado Kolury. Ese mismo año se casa y poco después comenzó a trabajar como redactor de la revista de arte Život (Vida). Siguió escribiendo y dando a la prensa libros de prosa, como Torso y nueva poesía, de un estilo vanguardista, tal es Piedra, vienes (1937). Más tarde emprendió un viaje a París donde visitó a otros intelectuales checos, como Josef Šíma, Bedřich Vaníček y Antonín Kyval. 
En 1938, con la amenaza de Hitler, Holan comenzó a escribir una poesía más comprometida, cercana y social, y en esta línea dio a la estampa Septiembre de 1938. Siguió colaborando con diversas revistas, como la del teatro de Burian Program D 40 E. F. Burian. 
Interesado por la poesía española, contó con la colaboración del hispanista Václav Černý para traducir la Fábula de Polifemo y Galatea de Góngora. En estos años siguió editando libros de poesía. Ininterrumpidamente siguió escribiendo (Sin título) y publicando: Canto de los tres reyes y Sueño (ambos de 1939), Trueno y Primer testamento (que datan de 1940) y su prosa Lemuria, de este último año en que decidió dedicarse en exclusiva a la escritura.
Entre 1941 y 1943 continuó con su prolífica obra: Coro, Terezka Planetová, y una recopilación de poesía tradicional checa en colaboración con František Halas titulada Amor y muerte. Asimismo, fue redactando un diario que comprende los años de la ocupación nazi al que tituló Trapos, huesos, piel. En 1947, una vez liberada Checoslovaquia por el ejército soviético, aparecieron Soldados del Ejército Rojo y A ti.
Un año más tarde Holan se trasladó a vivir al barrio praguense de Isla Kampa, donde se encerró para el resto de su vida; quizá motivado en parte por el hecho de que en esta época su poesía fue acusada de formalismo decadente por las autoridades comunistas, por no responder al arte oficial que preconizaba el partido dirigente. Enclaustrado en su casita de Kampa, y ya convertido en un mito, comenzó a escribir sus obras más importantes, que se inician con Una noche con Hamlet. Poco después emprende la escritura de Dolor e Historias y ya en los años 50 Toscana.
En los años 60 aparecieron Bajaja, Triálogo, Avanzando, Dolor, En el último trance, Un gallo para Esculapio y la compilación de sus traducciones poéticas bajo el título de Cestou (En camino). Ya en 1973 publica Noche con Ofelia un año antes de morir vio publicada la antología El árbol se quita la cabeza. En 1981 se publicó póstumamente Abismo de abismo.
El universo poético de Holan está cuajado de simbolismos, y su espacio habitual es el de la noche, en cuyo ámbito la realidad es misteriosa y fantasmal. Sus obsesiones y constantes preguntas arrojadas al mundo suponen una perenne interrogación por el secreto de la existencia, donde las fronteras entre lo posible y lo imposible, el sueño y la vigilia, la razón y la imaginación, no existen.